# اولريش ماتيس
اولريش ماتيس (بالألمانية: Ulrich Matthes)‏ (و. 1959 – م) هو ممثل، وممثل صوت، وممثل مسرحي، وممثل أفلام من ألمانيا. ولد في برلين.

## وصلات خارجية
- اولريش ماتيس على موقع IMDb (الإنجليزية)
- اولريش ماتيس على موقع روتن توميتوز (الإنجليزية)
- اولريش ماتيس على موقع مونزينجر (الألمانية)
- اولريش ماتيس على موقع ألو سيني (الفرنسية)
- اولريش ماتيس على موقع ميوزك برينز (الإنجليزية)
- اولريش ماتيس على موقع أول موفي (الإنجليزية)
- اولريش ماتيس على موقع قاعدة بيانات الأفلام السويدية (السويدية)
- اولريش ماتيس على موقع ديسكوغز (الإنجليزية)
- اولريش ماتيس على موقع قاعدة بيانات الفيلم (الإنجليزية)
- اولريش ماتيس على موقع كينوبويسك (الروسية)